# Asylgesetz 2005
Das Asylgesetz 2005 (AsylG 2005) ist das zentrale Gesetz des österreichischen Asylwesens. Es regelt vor allem die Voraussetzungen zur Gewährung von internationalem Schutz im Sinne der Asylpolitik der Europäischen Union, also zur Anerkennung als Flüchtling oder der Zuerkennung von subsidiärem Schutz.

## Asylverfahren nach Asylgesetz 2005
Grundlegender Inhalt des Gesetzes ist die Regelung der Abläufe und Formen im Asylverfahren.

### Antragsstellung und Zulassungsverfahren
Ein Antrag auf internationalen Schutz kann nur im Inland vor einem Organ des öffentlichen Sicherheitsdienstes (Polizei) gestellt werden, anschließend ist er vom Asylsuchenden (Asylwerber) persönlich bei einer der Erstaufnahmestellen des Bundesasylamtes einzubringen. Nach Antragsstellung wird im Rahmen des Zulassungsverfahrens festgestellt, ob Österreich für die Prüfung des Antrags zuständig ist. Dies ist nicht der Fall, wenn über einen Asylantrag bereits rechtskräftig entschieden wurde und sich der entscheidungsrelevante Sachverhalt nicht änderte (§ 68 AVG), einem anderen Staat (EU-Mitgliedstaaten, Schweiz, Norwegen, Island) aufgrund der Dublin-Verordnung (§ 5 AsylG 2005) die inhaltliche Prüfung obliegt oder der Asylwerber in einem sicheren Drittstaat (§ 4 AsylG 2005) Schutz vor Verfolgung finden kann.
Für die Dauer des Zulassungsverfahrens besteht nach § 12 AsylG 2005 eine Gebietsbeschränkung: der Asylbewerber hat sich, bis auf bestimmte im Gesetz definierte Ausnahmen, im Gebiet der betreffenden Bezirksverwaltungsbehörde aufzuhalten.

### Inhaltliches Verfahren und Asylgewährung
Ist Österreich zuständig, so wird inhaltlich geprüft, ob Fluchtgründe der Genfer Flüchtlingskonvention vorliegen (Furcht vor Verfolgung aufgrund Rasse, Religion, Nationalität, politischer Gesinnung oder Zugehörigkeit zu einer sozialen Gruppe). Ist diese Furcht vor Verfolgung glaubhaft und liegen keine Asylausschlussgründe der Flüchtlingskonvention (z. B. besonders schwere Verbrechen, Verbrechen gegen die Menschheit) oder eine innerstaatliche Fluchtalternative vor, so wird dem Antrag stattgegeben und der Status des Asylberechtigten (Flüchtlingsstatus) zuerkannt (§ 3 AsylG 2005).

### Subsidiärer Schutz
Liegen die Voraussetzungen zur Asylgewährung nicht vor, so wird geprüft, ob ein Refoulement-Verbot (Unzulässigkeit einer Ausweisung, Abschiebung, Zurückweisung, Zurückschiebung, Überstellung) vorliegt. Ein Refoulement ist nicht zulässig, wenn eine Außerlandesschaffung die reale Gefahr (real risk) der Verletzung der Art. 2 (Recht auf Leben) oder Art. 3 (Verbot der Folter, unmenschlicher oder erniedrigender Strafe oder Behandlung) der Europäischen Menschenrechtskonvention (EMRK), der Protokolle Nr. 6 oder Nr. 13 (Abschaffung der Todesstrafe) zur Konvention oder eine für ihn als Zivilperson ernsthafte Bedrohung des Lebens oder der Unversehrtheit infolge willkürlicher Gewalt im Rahmen eines internationalen oder innerstaatlichen Konfliktes mit sich bringen würde. In diesen Fällen wird subsidiärer Schutz (Refoulementschutz, Abschiebeschutz) zuerkannt (§ 8 AsylG 2005). Diese gilt für ein Jahr und wird verlängert, solange die Schutzgründe vorliegen.

### Negative Entscheidung und Ausweisung
Wenn ein Asylantrag ab- oder zurückgewiesen wird oder Asyl aberkannt wird (wenn die Voraussetzungen zur Schutzgewährung nicht vorliegen oder Österreich wegen Drittstaatsicherheit oder Zuständigkeit eines anderen Staates gemäß der Dublin-Verordnung für die Prüfung Asylantrags nicht zuständig ist), prüft die Behörde, ob eine Ausweisung Art. 8 der EMRK (Recht auf Privat- und Familienleben) oder Art. 3 verletzen würde und stellt fest, ob die Ausweisung zulässig oder unzulässig ist (§ 10 AsylG 2005).

### Familienverfahren
Um eine Trennung von Familien zu vermeiden und die Familieneinheit zu bewahren, werden Anträge mehrerer Familienangehörige zusammen geprüft. In der Regel erhalten sie daraufhin denselben Schutzstatus (Asyl oder subsidiären Schutz) bzw. werden gemeinsam ausgewiesen. Im Ausland befindliche nahe Angehörige (Ehegatten, eingetragene Partner, minderjährige Kinder, Eltern von minderjährigen Kindern) von anerkannten Flüchtlingen oder subsidiär Schutzberechtigten können bei jeder Botschaft einen Antrag auf Einreise stellen, damit im Inland geprüft werden kann, ob die Voraussetzungen zur Erstreckung des Schutzes auf die Familienangehörige vorliegen.

## Sonstige Regelungen des Gesetzes
Weiters regelt das Asylgesetz 2005 den Behördenaufbau, die Formalitäten des Asylverfahrens und die Befugnisse: Das Bundesamt für Fremdenwesen und Asyl entscheidet über den Antrag, es besteht die Möglichkeit der Beschwerde an das Bundesverwaltungsgericht als außerordentliches Rechtsmittel.

### Novellen
Mit dem Fremdenrechtsänderungsgesetz 2009 (FrÄG 2009, BGBl. I Nr. 122/2009) wurden diverse Verfahrensaspekte neu geregelt.
Das Fremdenrechtsänderungsgesetz 2011 (FrÄG 2011, BGBl. I Nr. 38/2011) klärte die kostenlose Rechtsberatung im Asylverfahren.
Zuletzt wurde das Gesetz aufgrund des Fremdenrechtsänderungsgesetz 2015 (FrÄG 2015, BGBl. I Nr. 70/2015) grundlegender novelliert, bei der unter anderem der internationale Schutz von Amts wegen (§ 3a GVG-B, Verfahrensentfall bei völkerrechtlicher Verpflichtung Österreichs) ausdrücklicher verankert und das beschleunigte Verfahren (§ 27a GVG-B) eingeführt wurden. Außerdem wurde das Meldewesen überarbeitet. Damit wurden auch die neue EU-Qualifikations-/Anerkennungsrichtlinie von 2011 und Asylverfahrens- und Aufnahmerichtlinie von 2013 berücksichtigt.

Am 27. April 2016 hat der Nationalrat mehrheitlich eine Änderung des Asylgesetzes 2005 beschlossen. Danach kann das Recht von Flüchtlingen auf ein Asylverfahren in Österreich eingeschränkt werden (zeitlich befristet auf sechs Monate), wenn eine Überforderung staatlicher Behörden bzw. eine Überlastung der öffentlichen Dienste droht.  Die Bundesregierung muss, wenn sie dieses Recht per 'Notstandsverordnung' einschränkt, dem Nationalrat gegenüber detailliert darstellen, welche Gefahren ohne eine vorübergehende Einschränkung des Asylrechts drohen.

## Rechtsquellen
- Asylgesetz 2005 im Fremdenrechtspaket 2005, BGBl. I Nr. 100/2005 (ris.bka)
- Konvention über die Rechtsstellung der Flüchtlinge (Genfer Flüchtlingskonvention) und Protokoll (ris.bka)
- Konvention zum Schutze der Menschenrechte und Grundfreiheiten (Europäische Menschenrechtskonvention) (ris.bka)